# Dipartimento dell'educazione di Porto Rico
Il Dipartimento dell'educazione di Porto Rico (in spagnolo:  Departamento de Educación o  DE) è l'ente governativo portoricano responsabile di ripartire l'educazione primaria e secondaria di carattere pubblico.
L'amministrazione del DE riguarda 610.000 studenti, 42.000 docenti e 1.538 istituti scolastici.
Il 1º maggio 2006 il governo portoricano ha dovuto far fronte a un significante deficit monetario, che lo ha costretto a chiudere il DE e altri 42 enti governativi, nonché tutti gli istituti scolastici pubblici.